# Iron Man (Zagor)
 Ovo je glavno značenje pojma Iron Man (Zagor). Za ostale pojmove sličnog naziva pogledajte Iron Man.
Sam Fletcher (poznatiji kao Iron Man) je fiktivni lik u stripu Zagor.

## Biografija
Fletcher je bio kovač kada je otkrio novu vrst metala, laganu a jako otpornu. Ponudio ga je vojnim tehničarima ali oni su ga odbili. Tada je od metala napravio oklop koji ga je učinio neranjivim te se u Zagorovom odsustvu nametnuo Indijancima u Darkwoodu kao vođa, predstavljajući se kao izaslanik bogova koji će ih povesti u rat protiv bijelaca. Prozvao se Iron Man (Željezni čovjek) a Indijance je zapravo samo namjeravao iskoristiti da se obogati. U dvoboju je porazio Zagora pomoću sjekire premazane otrovom. No Zagor se ponovno s njime borio i ovaj put je Fletcher izgubio. 
Završio je u zatvoru ali je uspio pobjeći i s nekoliko pomoćnika opljačkao smaragde s groblja Indijanaca Mohawka. Zagor je slijedio lopove i nekoliko njih porazio dok su se Fletcher i još jedan razbojnik poubijali u međusobnoj prepirci.